# Synth-metal

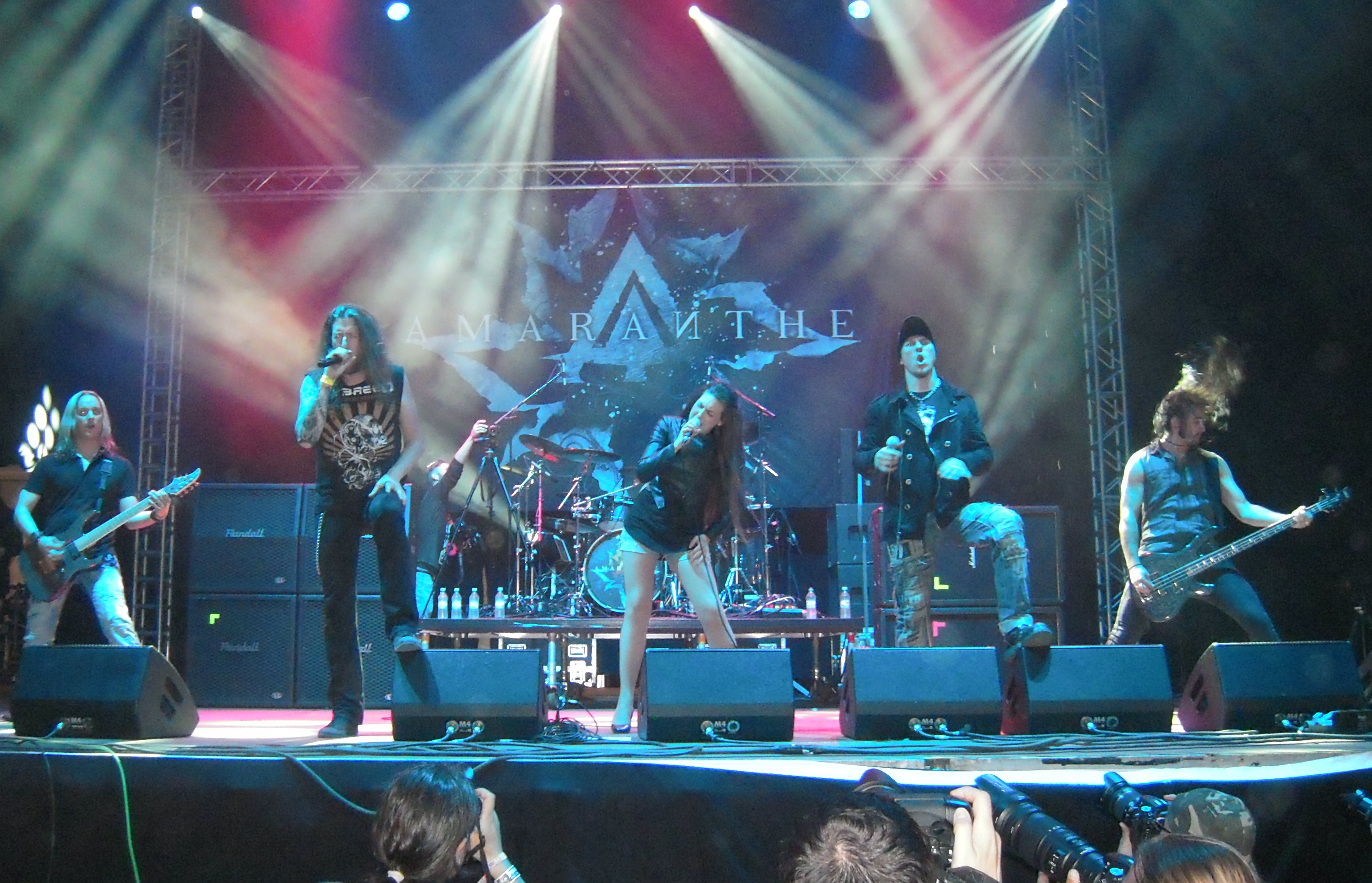
Amaranthe - Wacken Open Air 2012

Synth-metal – podgatunek muzyki heavymetalowej, który łączy ze sobą elementy metalu z rockiem elektronicznym.

## Historia
Synth-metal pojawił się na początku połowy lat 80. Arcadea, założona w 2015 roku przez perkusistę i wokalistę Mastodon Branna Dailora, jest zespołem określanym jako synth-metal. Ich pierwszy album nie zawiera gitar - obaj członkowie Core Atoms i Raheem Amlani grają tylko na klawiszach i syntezatorach. Instrumentacja jest podobna do rocka elektronicznego i często jest łączona z heavy metalem. Podobnie jak w rocku elektronicznym, niektórzy artyści mogą nie używać gitary elektrycznej. Niektóre z nich mogą się pokrywać z elektroniką, Nintendocore, industrial metalem, digital hardcore'em, metalem progresywnym i Neue Deutsche Harte, a wszystkie te gatunki zawierają instrumenty elektroniczne, takie jak syntezator. Dodatkowo, synth-metal również połączył się z black metalem i ambientem, tworząc dungeon synth. Czerpie on inspiracje z black metalu i stosuje je do tekstur ambientu.

## Zespoły grające synth-metal
- Amaranthe[6]
- Arcadea
- Coal Chamber[7]
- Coriolis[8]
- Element a440[9]
- Fear, and Loathing in Las Vegas[10]
- Fudge(inne języki)[11]
- Genghis Tron(inne języki)[12]
- Running Bot[13]